# San Francisco de los Tejas

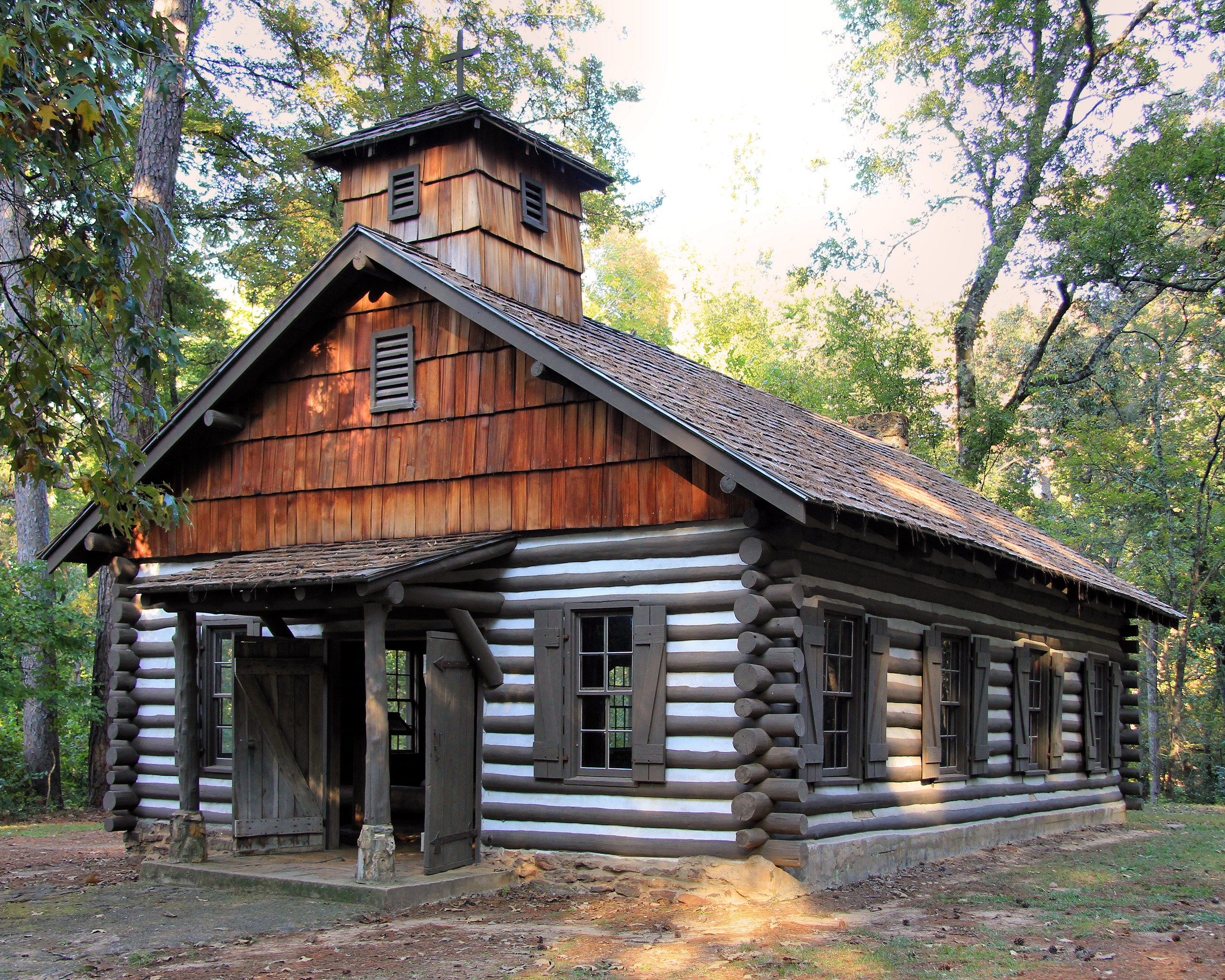
Rekonstruktion av kyrkobyggnaden vid San Francisco de los Tejas.

San Francisco de los Tejas var den första spanska missionsstationen i Texas. Den anlades i nuvarande Houston County i östra Texas 1691 och övergavs 1693. Den fick namnet Tejas (spansk gammalstavning Texas) efter det spanska namnet på de lokala caddoindianerna och detta namn gavs senare åt hela provinsen Texas.
Missionen anlades 1691 nära det nuvarande samhället Augusta, Texas, som en reaktion på René Robert Cavelier de La Salle expedition till Texas 1684. De spanska myndigheterna hoppades att caddoindianernas välvilja och utvecklade handelsnätverk skulle underlätta kristnandet av området och därmed föra det in i den spanska intressesfären. Stationen anlades vid en stor caddoby men invånarna var inte intresserade av att arbeta som jordbrukare och nyodlare åt de franciskanermunkar som var missionärer. Europeiska sjukdomar började grassera och befolkningen skyllde detta på dopvattnet och intog en alltmer fientlig hållning. Missionsstationen övergavs därför 1693.